# Rio Represa Grande
Der Rio Represa Grande ist ein etwa 49 km langer rechter Nebenfluss des Rio Iguaçu im Südwesten des brasilianischen Bundesstaats Paraná.

## Etymologie
Der portugiesische Begriff Represa Grande bedeutet Großer Stausee.  

## Geografie

### Lage
Das Einzugsgebiet des Rio Represa Grande befindet sich auf dem Terceiro Planalto Paranaense (Dritte oder Guarapuava-Hochebene von Paraná).

### Verlauf
Sein Quellgebiet liegt im Munizip Medianeira auf 384 m Meereshöhe etwa 5 km westlich der Stadtmitte an der BR-277.
Der Fluss verläuft in südlicher Richtung. Nach etwa 10 km verlässt er das Munizip und bildet von hier an für den Rest seines Laufs die Grenze zwischen den beiden Munizipien Serranópolis do Iguaçu und São Miguel do Iguaçu. Er mündet auf 205 m Höhe von rechts in den Rio Iguaçu. Er ist etwa 49 km lang.

### Munizipien im Einzugsgebiet
Am Rio Represa Grande liegen die drei Munizipien Medianeira, Serranópolis do Iguaçu und São Miguel do Iguaçu.

### Nebenflüsse
Noch außerhalb des Nationalparks fließt der Rio Represinha von rechts zum Rio Represa Grande.

## Nationalpark Iguaçu
In seinem Unterlauf durchfließt der Rio Represa Grande den 1.853 km² großen Nationalpark Iguaçu.